# Lasgraisses
Lasgraisses é uma comuna francesa na região administrativa da Occitânia, no departamento de Tarn. Estende-se por uma área de 12.22 km², e possui 534 habitantes, segundo o censo de 2018, com uma densidade de 44 hab/km².